# Mighty Blackpool Football Club
Le Mighty Blackpool Football Club est un sierra-léonais club de football basé à Freetown.

## Historique
- 1923 : fondation du club sous le nom de Socro United
- Le club porte par la suite le nom de Bame FC avant d'adopter son nom actuel.

## Palmarès
- Championnat de Sierra Leone (11)
  - Champion : 1967, 1974, 1978, 1979, 1988, 1991, 1995, 1996, 1998, 2000, 2001

- Coupe de Sierra Leone (4)
  - Vainqueur : 1983, 1988, 1994, 2000